# Piper trichogynum
Piper trichogynum är en pepparväxtart som beskrevs av C. Dc.. Piper trichogynum ingår i släktet Piper och familjen pepparväxter. Inga underarter finns listade i Catalogue of Life.